# Leichtathletik-Europameisterschaften 2006/4 × 400 m der Frauen

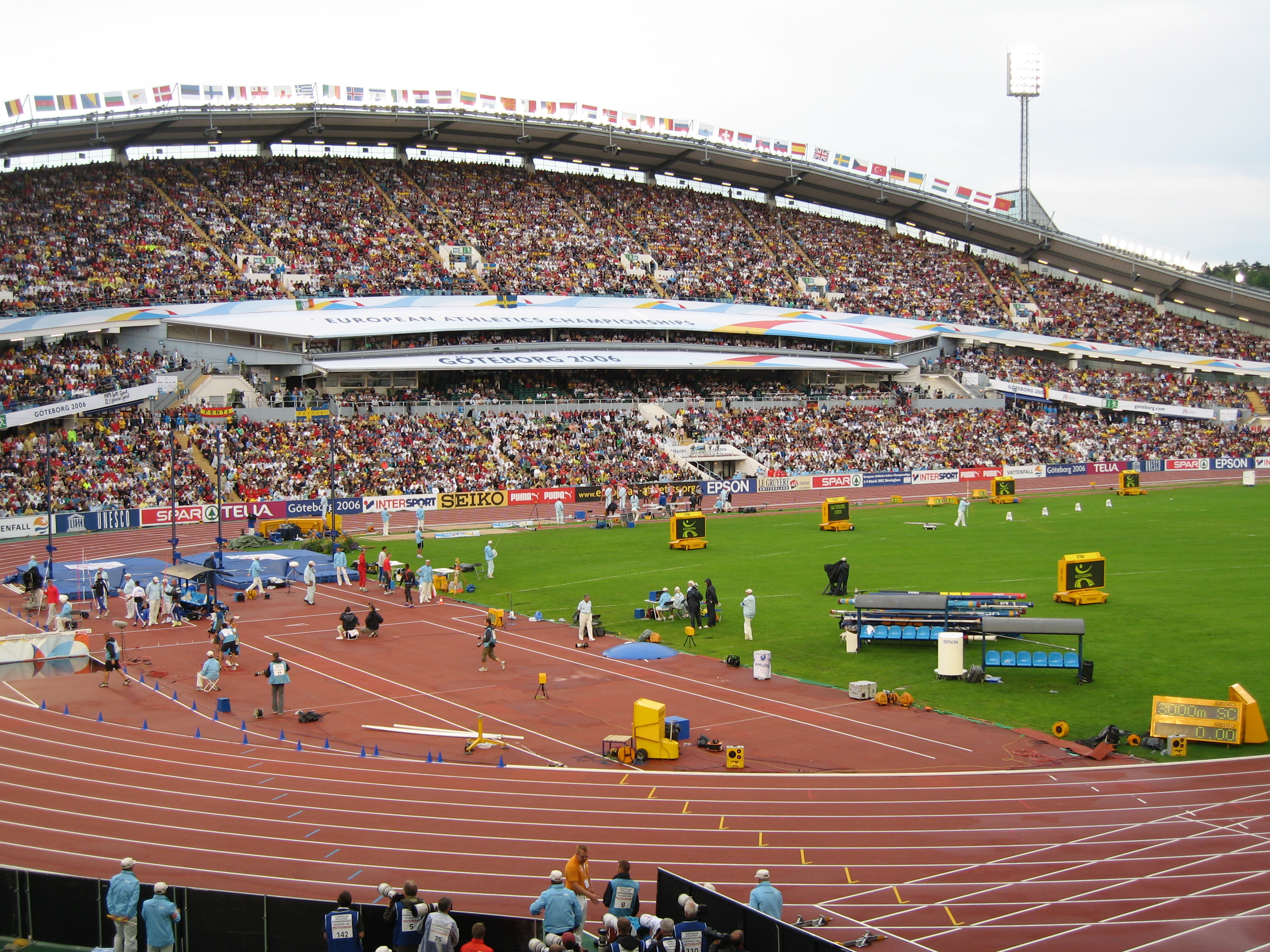
Das Ullevi-Stadion in Göteborg während der Europameisterschaften 2006

Die 4-mal-400-Meter-Staffel der Frauen bei den Leichtathletik-Europameisterschaften 2006 wurde am 12. und 13. August 2006 im Ullevi-Stadion der schwedischen Stadt Göteborg ausgetragen.
Europameister wurde Russland mit Swetlana Pospelowa, Natalja Iwanowa, Olga Saizewa (Finale) und Tatjana Weschkurowa (Finale) sowie den im Vorlauf außerdem eingesetzten Jelena Migunowa und Tatjana Firowa.
Den zweiten Platz belegte Belarus in der Besetzung Juljana Schalnjaruk (Finale), Swjatlana Ussowitsch, Hanna Kosak und Ilona Ussowitsch (Finale) sowie den im Vorlauf außerdem eingesetzten Kazjaryna Bobryk und Iryna Chljustawa.
Bronze ging an Polen mit Monika Bejnar (Finale), Grażyna Prokopek, Ewelina Sętowska und Anna Jesień sowie der im Vorlauf außerdem eingesetzten Marta Chrust-Rożej.
Auch die nur im Vorlauf eingesetzten Läuferinnen erhielten entsprechendes Edelmetall.

## Bestehende Rekorde
| Weltrekord           | 3:15,17 min | Sowjetunion (Tatjana Ledowskaja, Olga Nasarowa, Marija Pinigina, Olha Bryshina) | OS Seoul Südkorea           | 1. Oktober 1988 |
| Europarekord         | 3:15,17 min | Sowjetunion (Tatjana Ledowskaja, Olga Nasarowa, Marija Pinigina, Olha Bryshina) | OS Seoul Südkorea           | 1. Oktober 1988 |
| Meisterschaftsrekord | 3:16,87 min | DDR (Kirsten Emmelmann, Sabine Busch, Petra Müller, Marita Koch)                | EM Stuttgart BR Deutschland | 31. August 1986 |

Der bestehende EM-Rekord wurde bei diesen Europameisterschaften nicht erreicht. Die schnellste Zeit erzielte Europameister Russland im Finale mit 3:25,12 min, womit das Quartett 8,25 s über dem Rekord blieb. Zum Welt- und Europarekord fehlten 9,95 s.

## Vorrunde
Die Vorrunde wurde in zwei Läufen durchgeführt. Die ersten drei Staffeln pro Lauf – hellblau unterlegt – sowie die darüber hinaus zwei zeitschnellsten Teams – hellgrün unterlegt – qualifizierten sich für das Finale.

### Vorlauf 1
12. August 2006, 15:05 Uhr
| Platz | Staffel    | Besetzung                                                                              | Zeit (min) |
| ----- | ---------- | -------------------------------------------------------------------------------------- | ---------- |
| 1     | Russland   | Jelena Migunowa (Vorlauf) Natalja Iwanowa Tatjana Firowa (Vorlauf) Swetlana Pospelowa  | 3:25,86    |
| 2     | Belarus    | Kazjaryna Bobryk (Vorlauf) Iryna Chljustawa (Vorlauf) Hanna Kosak Swjatlana Ussowitsch | 3:26,71    |
| 3     | Ukraine    | Ksenija Karandjuk Oksana Iljuschkina Oksana Schtscherbak Natalija Pyhyda               | 3:28,14    |
| 4     | Frankreich | Phara Anacharsis Thélia Sigère Anita Mormand Solène Désert                             | 3:30,00    |
| 5     | Schweden   | Beatrice Dahlgren Lena Aruhn Emma Björkman Erica Mårtensson                            | 3:31,40    |

### Vorlauf 2
12. August 2006, 15:14 Uhr
| Platz | Staffel        | Besetzung                                                                  | Zeit (min) |
| ----- | -------------- | -------------------------------------------------------------------------- | ---------- |
| 1     | Großbritannien | Jenny Meadows (Vorlauf) Emma Duck Marilyn Okoro Lee McConnell              | 3:27,92    |
| 2     | Deutschland    | Korinna Fink Anja Pollmächer Claudia Hoffmann Claudia Marx                 | 3:28,01    |
| 3     | Polen          | Grażyna Prokopek Ewelina Sętowska Marta Chrust-Rożej (Vorlauf) Anna Jesień | 3:29,71    |
| 4     | Bulgarien      | Monika Gatschewska Marijana Dimitrowa Teodora Kolarowa Nedjalka Nedkowa    | 3:30,36    |
| 5     | Tschechien     | Jitka Bartoničková Alena Rücklová Zuzana Bergrová Zuzana Hejnová           | 3:34,47    |
| 6     | Litauen        | Edita Lingyte Jekaterina Šakovič Aina Valatkevičiūtė Jūratė Kudirkaite     | 3:37,68    |

## Finale
13. August 2006, 16:15 Uhr
| Platz | Staffel        | Besetzung | Zeit (min) |
| ----- | -------------- | --- | ---------- |
| 1     | Russland       | Swetlana Pospelowa Natalja Iwanowa Olga Saizewa (Finale) Tatjana Weschkurowa (Finale) im Vorlauf außerdem: Jelena Migunowa Tatjana Firowa      | 3:25,12    |
| 2     | Belarus        | Juljana Schalnjaruk (Finale) Swjatlana Ussowitsch Hanna Kosak Ilona Ussowitsch (Finale) im Vorlauf außerdem: Kazjaryna Bobryk Iryna Chljustawa | 3:27,69    |
| 3     | Polen          | Monika Bejnar (Finale) Grażyna Prokopek Ewelina Sętowska Anna Jesień im Vorlauf außerdem: Marta Chrust-Rożej                                   | 3:27,77    |
| 4     | Großbritannien | Lee McConnell Emma Duck Marilyn Okoro Nicola Sanders (Finale) im Vorlauf außerdem: Jenny Meadows                                               | 3:28,17    |
| 5     | Deutschland    | Korinna Fink Claudia Hoffmann Anja Pollmächer Claudia Marx                                                                                     | 3:28,18    |
| 6     | Ukraine        | Ksenija Karandjuk Oksana Iljuschkina Oksana Schtscherbak Natalija Pyhyda                                                                       | 3:30,95    |
| 7     | Frankreich     | Phara Anacharsis Thélia Sigère Anita Mormand Solène Désert                                                                                     | 3:32,38    |
| 8     | Bulgarien      | Monika Gatschewska Marijana Dimitrowa Teodora Kolarowa Nedjalka Nedkowa                                                                        | 3:33,75    |

## Videolink
- Women's 4x400m Relay European Champs Göteborg 2006, youtube.com, abgerufen am 31. Januar 2023